# Tashi Peljor
Tashi Peljor, född 15 juli 1978, är en bhutanesisk bågskytt. Han deltog vid olympiska sommarspelen 2004 och olympiska sommarspelen 2008.